# フリャイポレの戦い
フリャイポレの戦い（フリャイポレのたたかい）は、ザポリージャ州中央部のポロヒー地区フリャイポレ市で継続中のロシア連邦軍とウクライナ軍の軍事衝突である。

## 戦闘経過

### 3月
2022年ロシアのウクライナ侵攻でのウクライナ南部攻勢の過程中に、フリャイポレは2022年3月2日から電力と水の供給が途絶した。翌日、ロシア軍は近郊の都市ポロヒを占領した。3月5日、ロシア軍は一時的にフリャイポレに進入した。
3月15日、ロシア軍はフリャイポレ周辺で戦闘作戦を実行した。ドミトロ・ワシリエウ中佐が率いるウクライナのミサイル旅団はフリャイポレ付近のロシア軍に反撃したが、3月18日にヴァリシエフはロシア軍に撃たれ、翌日に怪我が原因で死亡した。ヴァリシエフは死後に金星勲章を授与され、ウォロディミル・ゼレンスキー大統領からヴァリシエフの妻と子供に贈られた。3月26日、ザポリージャ州軍政当局は、ウクライナ軍が激戦の末、フリャイポレ東にあるポルタフカ村とマリニフカ村を奪還したと主張した。
3月30日までに、フリャイポレは約1か月にわたり夜間砲撃を受けており、同市の人口は約2000人に減少し、約12人の民間人が死亡した。

### 4月
4月21日、フリャイポレ上空でロシアのヘリコプター3機がウクライナの携帯式防空ミサイルシステム（MANPADS）により撃墜され、付近のロシアの戦車部隊は撤退を余儀なくされ、ウクライナの長距離砲も市周辺地域のロシアの戦車24台と装甲兵員輸送車10台を破壊した。フリャイポレ市長のセルヒイ・イェルマークは、現地のウクライナ軍が、ウクライナ独立戦争で戦ったフリャイポレ出身のネストル・マフノにちなんで自軍の防御陣地に名前を付けたと報告した。
4月25日、ロシア軍はフリャイポレ占領に注力し始め、自軍の陣地を強化し、ウクライナの拠点に発砲した。翌日、ロシアの砲撃で3人が負傷、多数の住宅が損傷し、4月28日にも砲撃が行われた。ザポリージャ州政府は後にこの地域のロシア軍部隊がフリャイポレの前線に派遣されないようにするために自分達の車両を撃っていたこと、また領土防衛隊への攻撃が効果を上げていないことへの不満を漏らしたと報告した。

### 5月
5月6日、ロシア軍はフリャイポレへの砲撃と空爆を開始した。この砲撃を受け、セルヒイ・イェルマークはフリャイポレ住民の避難を命じた。5月14日、継続的な砲撃の最中に多数の住宅が損傷または破壊されたと報告され、ザポリージャ州のウクライナ保安庁はこの行為を戦争犯罪とみなした。ロシア軍はまた、ウクライナ支配下のフリャイポレとロシア支配下のポロヒ市の間の道路を地雷を使って破壊した。同日、第229戦術航空旅団の指揮官のセルヒイ・パルホメンコがフリャイポレ付近で撃墜され、死亡した。パルホメンコは死後に「ウクライナ英雄」の称号を授与された（ゼレンスキー大統領からパルホメンコの家族に贈られた）。
5月28日、ウクライナ軍第45独立砲兵旅団は、伝えられるところではフリャイポレ近郊の集落で略奪中とされるロシア軍への砲撃を記録した動画を公開した。

### 6月
6月、ロシア軍はフリャイポレの残りの民間インフラを砲撃するための多連装ロケット砲を配備した。ザポリージャ州知事のオレクサンドル・スタルクは、衝突が続いているフリャイポレのウクライナの防衛線は強化されていると報告した。6月7日、フリャイポレへのロシア軍の砲撃で10歳の子供が負傷した。
6月9日、ウクライナ国防省の情報総局は、フリャイポレで戦死したロシア兵の遺体がロシア占領下のメリトポリの食肉加工工場に運ばれたと報告し、ロシア政府が死傷者数を控えめに見せていると非難した。情報総局はまた、4月上旬にマリウポリの包囲を破ろうとしたものの、マリウポリに侵入するためにフリャイポレから派遣された分遣隊はロシアの防衛線に撃退されたことを明らかにした。
6月13日、ロシア空軍はフリャイポレのウクライナ軍陣地に対する一連の空爆を開始した。伝えられるところでは、ロシア軍はウクライナ軍と直接交戦するのではなく民間のインフラを標的にし続けたという。ウクライナ軍参謀本部によると、この継続的な砲撃は、ロシア軍のセベロドネツク市占領の試み（セベロドネツクの戦い）の一環として、フリャイポレのウクライナ軍を釘付けにするために行われているという。ロシア軍はフリャイポレのウクライナ陣地に対して迫撃砲、大砲及び多連装ロケット砲による砲撃を行ったが、ウクライナはロシアの攻撃を撃退することに成功した。フリャイポレ近郊地域でウクライナ軍は小さな利益を得たが、これには高い人的コストがつき、多数のウクライナ人が砲撃で負傷した。

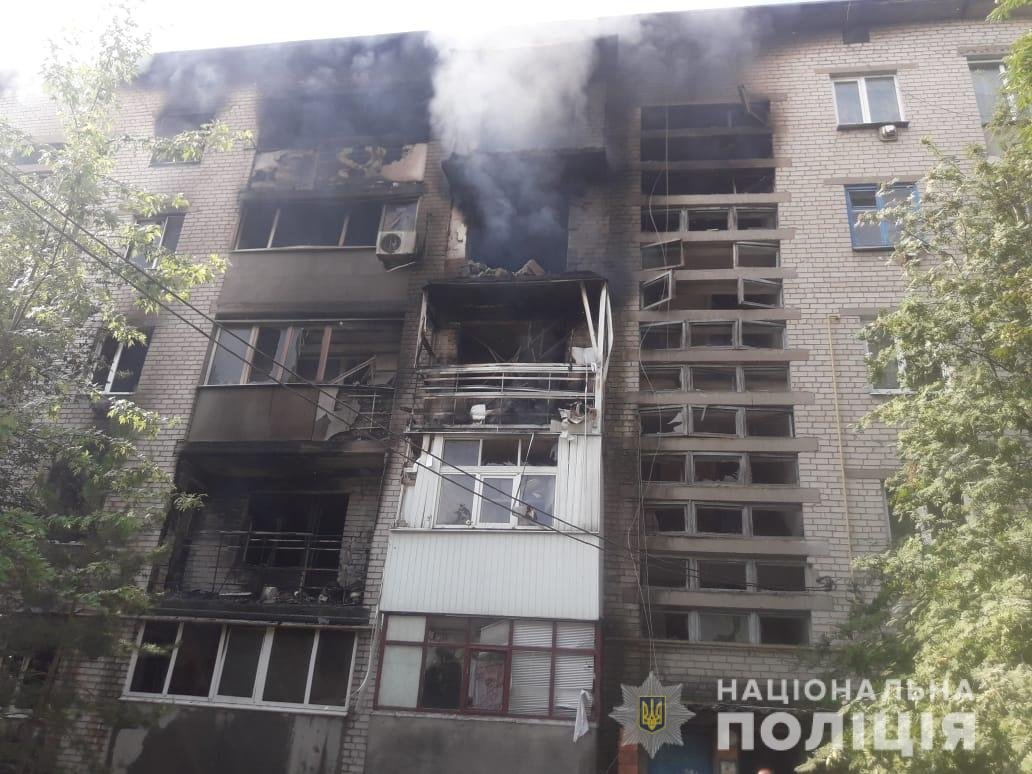
2022年6月30日にロシアの砲撃を受けた後のフリャイポレの5階建ての住宅

6月18日、フリャイポレへの砲撃は続き、いくつかの住宅及び商業用建物が損傷し、多数の民間人が負傷した。6月28日、リシチャンシクへのロシアの攻勢（リシチャンシクの戦い）の一環として、ウクライナ軍を釘付けにするために、ロシア軍はフリャイポレのウクライナ陣地を砲撃した。

### 7月
7月5日、ザポリージャ州軍政当局はフリャイポレの民間インフラに対するロシアのミサイル攻撃が続いていると報告した。7月10日にはウクライナ軍参謀本部も、フリャイポレに対するロシアの砲撃が続いていると報告した。7月12日のフリャイポレに対するロシアのミサイル攻撃後、ウクライナ国家警察は、クラスター爆弾が近くの畑で爆発し、600ヘクタール以上の穀物が焼失したと報告した。ロシア軍はザポリージャでさらなる攻撃作戦は行わなかったものの、フリャイポレへの砲撃は続けた。
7月19日、ロシア軍はザポリージャで部隊の再編制を開始し、この地域の占領に注力し始めた。その日、ロシア軍はBM-21多連装ロケット砲と大砲を用いてフリャイポレを砲撃し、多数の行政及び民間の建物に損害を与え、伝えられるところでは多数の死傷者が出た。砲撃後、ウクライナ国家非常事態庁が消火活動を行った。7月21日、セルヒイ・イェルマークは数か月にわたる激しい砲撃で1000軒超の家屋と町のインフラのほぼ全てが被害を受けたと報告した。ロシア軍は8月に至るまでフリャイポレの民間及び軍事インフラへの砲撃を継続したが、この地域でそれ以上の軍事行動は取らなかった。

### 8月

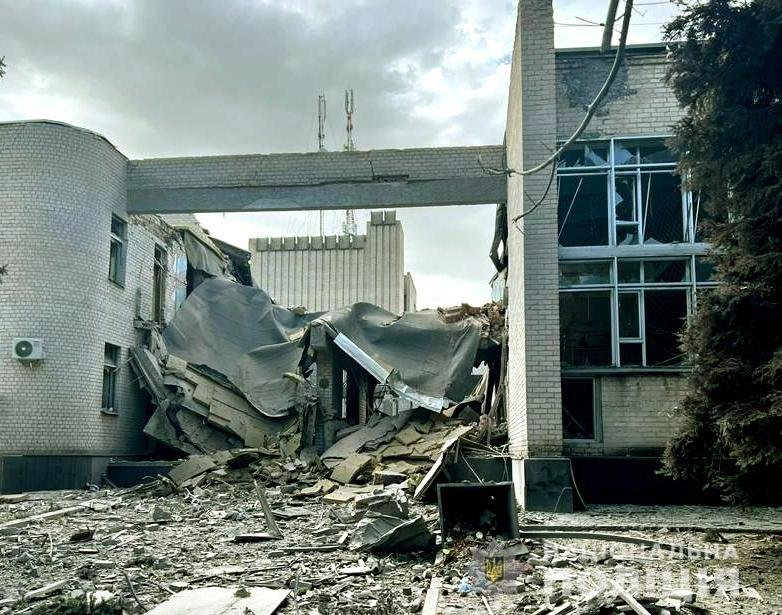
破壊されたスポーツ・コンプレックス

8月12日、ウクライナ軍参謀本部は、ロシア軍がフリャイポレでウクライナ陣地に向けて発砲したが、撃退されたと報告した。ザポリージャに向けて進撃するための努力の一環として、ロシア軍はその後フリャイポレ付近で航空偵察を行った。伝えられるところではロシア軍の戦車と大砲によるフリャイポレへの更なる砲撃が行われ、その後、空爆も行われた。フリャイポレへの継続的なロシアの砲撃と空爆により、8月22日にスポーツ・コンプレックスが破壊された。伝えられるところでは、8月28日夜、フリャイポレから逃れた多数の地元住民が避難している州都ザポリージャの住宅コミュニティにロシアのKh-22ミサイルによる攻撃が行われた。一方、ウクライナ軍参謀本部はフリャイポレへのロシアの空爆が続いていると報告した。ロシア空軍はまた、無人航空機を用いてフリャイポレ周辺の偵察を行った。

### 9月

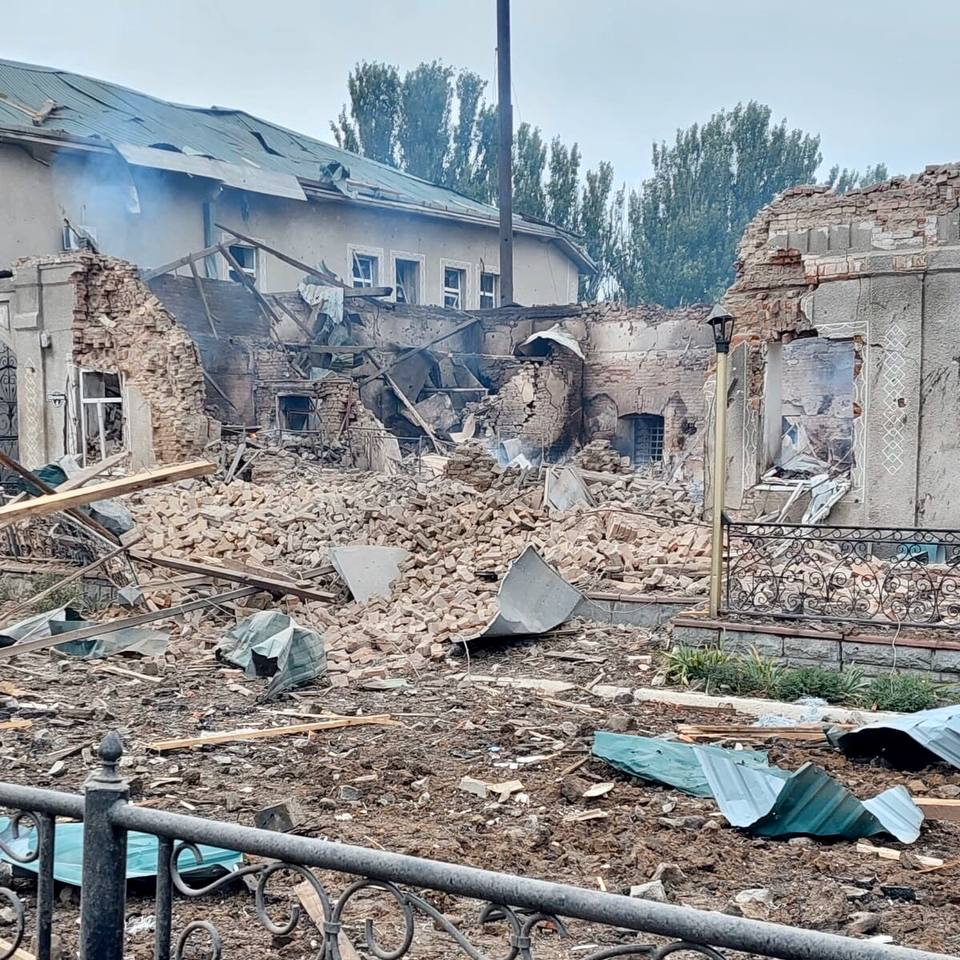
2022年9月28日に砲撃を受けた商人ボリス・カルマノフ（1900年） の歴史的集合住宅

9月1日、ロシア軍は戦車と大砲でフリャイポレを砲撃し、翌日も砲撃を行った一方で、ザポリージャ戦線ではウクライナ軍によりロシアの軍人が多数殺害された。9月5日、ザポリージャ州軍政当局は、ロシア軍がフリャイポレの民間インフラに発砲している一方で、主に自軍陣地の維持に注力していると報告した。ザポリージャ戦線で攻撃作戦は行われなかったものの、フリャイポレの民間インフラへのロシアの砲撃は続き、 砲撃で民間人が負傷し、1人が死亡したとの報告があった。9月24日、フリャイポレのウクライナの砲兵部隊はロシアの兵器システムを10台破壊したが、同市へのロシアの砲撃は翌日も続いた。オレクサンドル・スタルクによると、9月28日にロシア軍は3発のS-300ミサイルを同市の中心部に発射し、歴史的建造物を破壊し、道路を損傷させ、死傷者（人数は未確認）を出したという。

### 10月
ロシア軍は10月初頭はフリャイポレに対する積極的な攻撃作戦は実施しなかったが、大砲、迫撃砲、戦車を使った都市への砲撃は続け、火害を与えた。ザポリージャ州知事のオレクサンドル・スタルクによると、ロシアの砲撃でフリャイポレの副市長オレクサンドル・サビツキーと地方公共事業の責任者のオレクサンドル・コサレンコが伝えられるところでは職場で死亡したという。この砲撃後の10月4日、ウクライナ空軍はフリャイポレ付近のロシア軍陣地に反撃し、いくつかの軍装備を破壊した。ロシアの砲撃とロケット攻撃はその後も続いた。
10月16日夜、この地域の民間インフラに対する継続的な爆撃の一環として、フリャイポレのすぐ北にあるヴォズドヴィジウカ村とドブロピリア村の2つの学校にロシアのミサイルが直撃し、両校とも破壊された。翌日、ウクライナ軍はフリャイポレ南のロシア軍陣地に対する攻撃を行い、伝えられるところでは軍装備に命中し、ロシア兵数十人を負傷させた。10月19日、オレクサンドル・スタルクはフリャイポレに向けて発射されたロシアのS-300ミサイルが別の学校を破壊したが、死傷者はでなかったと報告した。
10月28日、ロシア軍はフリャイポレのウクライナ軍陣地と民間インフラに再び砲撃した。 この砲撃は特に住宅を標的にしており、伝えられるところでは火害を引き起こした。

### 11月
11月4日、ロシア軍は戦車、迫撃砲、大砲を用いてフリャイポレへの砲撃を続けた。翌日、イヴァン・フェドロフはウクルインフォルムのインタビューに応じ、ロシア占領下のメリトポリの捕らえられた住民がフリャイポレの近くで塹壕を掘っていると主張した。11月7日、オレクサンドル・スタルクはロシア軍がフリャイポレ付近の村に向けてS-300ミサイルを発射し、文化センターと農場の倉庫および一部の家屋を損傷させたと報告した。翌日、フリャイポレは再び大砲で砲撃された。11月10日、フリャイポレへの砲撃は続いている一方で、ウクライナ軍参謀本部はロシア軍がザポリージャ地方の支配地域の自軍陣地を強化し始め、民間人に建設を手伝わせていると報告した。 翌日、ロシア軍はフリャイポレの民間インフラに対しミサイル攻撃を行い、伝えられるところでは家屋を破壊した。11月12日、イヴァン・フェドロフは、領土防衛隊の第115独立メリトポリ大隊がフリャイポレ付近でロシアの装甲兵員輸送車4台を破壊したと報告した。
ロシア軍のザポリージャ地域の前線を防衛しようとするロシア軍の試みの一環としてフリャイポレへの砲撃は翌週まで続き、家屋と民間インフラを損傷させた。11月18日、ウクライナ軍は接触線沿いのロシア陣地に対する攻撃を行い、 100人以上の兵士を負傷させ、軍装備を破壊した。11月21日、ペトロ・アンドリウシチェンコはマリウポリから移動するロシアの軍装備と人員がフリャイポレに向けて進路を変えたと報告し、2つの大規模な軍用車列がニコルスケを通ってフリャイポレに向けて移動したことを確認した。ロシア軍はこの地域でアクティブディフェンス作戦を開始し、フリャイポレのウクライナ軍陣地と民間インフラへの砲撃はその後も続いた。
8か月間絶え間ない砲撃に直面したため、負温度に直面し始めていたフリャイポレの人々にとって来たる冬も懸念事項となった。都市の電力は途絶し、食料は焚火で調理し、水は井戸からくみ上げていた。ロイター通信によると、ボランティアの支援員が窮屈な地下室で共に砲撃から避難している地元住民に防寒着と食料を配布した。フリャイポレとオリヒウはいずれもスラバ・ウクライニなどの非政府組織から支援物資を受け取った。そのボランティアは派遣中に迫撃砲の砲撃を受けた。